# 武満徹
武満 徹（たけみつ とおる、1930年〈昭和5年〉10月8日 - 1996年〈平成8年〉2月20日）は、日本の作曲家、音楽プロデューサー。
濱田徳昭に対位法・和声を学び、作曲を清瀬保二に師事したが、東京音楽学校の入学試験を放棄。その後、若手芸術家集団「実験工房」に所属し、映画やテレビなどで幅広く前衛的な音楽活動を展開。和楽器を取り入れた「ノヴェンバー・ステップス」によって、日本を代表する現代音楽家となった。

## 人物・来歴

### デビューまで
1930年10月8日に東京市本郷区駒込曙町（現：文京区本駒込一丁目）で生まれる。父は鹿児島県川内市（現：薩摩川内市）隈之城町出身で帝国海上保険勤務、祖父の武満義雄は政友会の鹿児島県幹事長を務め、第7回衆議院議員総選挙から第12回衆議院議員総選挙まで衆議院議員を連続6期15年務めた。
両親ともに当時の風潮からするとかなり変わっていた。山口県出身の母麗子は祖父が漢学者の厳格な家庭に育ったが、女学生時代からコレスポンデンスクラブに入り、外国人と積極的に文通したり、アメリカに行くことを真剣に考えたり、髪型にパーマネントウェイブを真っ先に取り入れたり、軍部批判を声高にしゃべったりする女性だった。一方、父は脱サラの走りのような人物で、玉突きやダンスの得意な、かなりの放蕩者だった。会社へはあまり行きたがらず、その早過ぎる死の間際には、「将来、徹を絶対に会社員にしてくれるな」と口にするほどだった。武満が後年会社員を目指したのは、父の言葉への反発からであった。
生後1ヶ月で、父の勤務先である満洲の大連に渡る。大連には小学校に上がるまでの6年間を過ごしたが、1937年（昭和12年）、小学校入学のために単身帰国し、叔母の家に預けられ、東京市本郷区の富士前尋常小学校に入学、終戦まで7年間にわたって叔母の家に寄留する。両親は戦争開始直前に帰国し父の郷里の鹿児島にいたが、1938年（昭和13年）に父がすぐに病死したため、武満の父との触れ合いはほとんどなかった。母は、父が亡くなった後上京するも、生計を立てるため武満とは別に暮らした。叔母の家は「日本的に入り組んでいる家」（武満）で、株屋だった叔父はほとんど家に帰らず、道楽に明け暮れた。年上の従兄が4人おり、下の2人に武満は影響を受けた。叔母は生田流箏曲の師匠で、初期の習作的な作品「二つの小品」（1949年、未完）には箏の奏法の影響が見られる。小学1年生の頃、当時一番下の従兄から、「諧調だ、諧調だな、おい聴け」などと言われて、手回しの蓄音機でベートーヴェンの「月光ソナタ」やメンデルスゾーンの「ヴァイオリン協奏曲」などのきわめてポピュラーなクラシック音楽を聴かされたが、武満自身は「なんとつまらないものを聴いてるんだろう」と感じたという。この従兄はその一方で、1948年（昭和23年）に行われた「新作曲派協会」第2回作品発表会にも足を運び、後に武満が作曲を師事する清瀬保二の「ヴァイオリンソナタ第1番」のような、当時としては珍しい新しい音楽にも感動していたとされる。道楽者の叔父は外に女を作り、そのため叔母は度々ヒステリーを起こし、その都度武満に辛く当たった。そのため、武満の中には叔母のやっている琴そのものへの嫌悪感が生じ、後年日本の伝統音楽に興味を抱いた後も、琴だけはいくら頼まれても作曲する気になれなかったと語っている。
1943年（昭和18年）、旧制の私立京華中学校に入学。額から頭にかけての格好が飛行船に似ていたため、当時の渾名は「ツェッペリン」であった。軍事教練では教官の手塚金之助少尉からしごきを受け、野外演習で入浴中に「あの金坊の野郎、ただじゃおかねえからな」と叫んだところ、真ん前に手塚がいたため「この野郎」と殴られたこともある。在学中の1945年（昭和20年）に埼玉県の陸軍食糧基地に勤労動員される。軍の宿舎において、同室の下士官が隠れて聞いていたリュシエンヌ・ボワイエが歌うシャンソン「聴かせてよ、愛のことばを」(Parlez-moi d'amour)を耳にして衝撃を受ける。現代音楽の研究者である楢崎洋子は、後年の「鳥は星型の庭に降りる」、「遠い呼び声の彼方へ!」など、いくつかの作品モチーフに、このシャンソンの旋律線との類似点があることを指摘している。戦争中は予科練を受験。戦争末期には「日本は敗けるそうだ」と語った級友を殴り飛ばした軍国少年であった。
一度、母の家に泊まりに行った際には、ちょうど空襲があり、焼夷弾が落ち始めた。子供の武満は外へ逃げる際に、父の位牌を大切なものだと判断し、持って出ようとしたところ、母が「そんなもの持って出ても今さらしようがないでしょう」と言って位牌を取り上げ、ポーンと外に放り投げた。武満はびっくりしたが、今度は久しぶりに泊まりに来た武満のため、おりしも食べる間際だった、当時貴重だった小豆と砂糖で母が作っていた汁粉の鍋を持ち出そうとしたところ、戸口でつまずいて全部道にこぼしてしまった。母は、武満が音楽の道へ進むことに反対はしなかったが、武満の音楽を1度も聴いたことはなかった。最初の作品が日比谷公会堂で演奏された際にも「聴きたくない」と言った。しかし、映画音楽の作曲を担当した映画は見た。純音楽に関しては「そんな金になんないものをやって・・・、そんなものは聴きたくない」と位牌同様の扱いであった。「うんとお金になる映画音楽をやった方がみんなが喜ぶのに、何でそんな頭の痛くなるようなことをやって、自分で苦しんでいるのかわからない」と言った。谷川俊太郎は「君のおふくろは見事だよな。全然来ないんだから」などといつも言っていた。この母は、1984年（昭和59年）に78歳で亡くなる。

### 音楽への目覚め
音楽家になりたいと自覚したのは、終戦が近い時期に勤労動員へ行ったころで、1年間ほどを兵隊と暮らすが、見習士官の学徒出陣の兵隊に、半地下壕のような宿舎で内緒で聴かされたシャンソンのレコードに非常に感動し学校へ行く気をなくし何としても音楽をやりたいと考えるようになる。クラシック音楽の道を選んだのは前述の従兄の影響であった。最初はサラリーマンを志していたが、教練で点数が最低で「可」であったため、上級学級には進学できず、大学進学はあきらめ、同時に会社員もあきらめた。
終戦後に進駐軍のラジオ放送を通して、フランクやドビュッシーなど、近代フランスの作曲家の作品に親しむ一方で、横浜のアメリカ軍キャンプで働きジャズに接した。
やがて音楽家になる決意を固め、当初、平尾貴四男に師事することを望むも、病気療養中であった平尾に断られる。その後、東宝交響楽団 (後の東京交響楽団)の事務員から清瀬保二を紹介され、彼に作曲を師事することとなった。やがて清瀬から東京音楽学校（この年の5月から東京芸術大学）を受験するよう勧められ、1949年（昭和24年）に東京音楽学校の作曲科を受験。科目演奏には最も簡単なショパンの「プレリュード」を選び、妹の下駄を突っかけて試験会場に出向いたが、控室で網走から来た熊田という天才少年と意気投合し、「作曲をするのに学校だの教育だの無関係だろう」との結論に達し、2日目の試験を欠席し、上野の松坂シネマで『二重生活』を観て過ごした。この時期の作品としては清瀬保二に献呈された「ロマンス」（1949年、作曲者死後の1998年に初演）のほか、遺品から発見された「二つのメロディ」（1948年、第1曲のみ完成）などのピアノ曲が存在する。
デビュー以前はピアノを買う金がなく、本郷から日暮里にかけて街を歩いていてピアノの音が聞こえると、そこへ出向いてピアノを弾かせてもらっていたという。武満は「1軒もことわられなかったから、よほど運がよかったのだ」と言っているが、ときどき同行した友人の福島和夫によると、最初は確かに貸してくれたが、何度も続くと必ず「もう来ないで下さい」と断られたという。のち、芥川也寸志を介してそれを知った黛敏郎は、武満と面識はなかったにもかかわらず、妻のピアノをプレゼントした。

### デビュー、前衛作曲家への道
1950年（昭和25年）に、作曲の師である清瀬保二らが開催した「新作曲派協会」第7回作品発表会において、ピアノ曲「2つのレント」を発表して作曲家デビューするが、当時の音楽評論家の山根銀二に「音楽以前である」と新聞紙上で酷評された。傷ついた武満は映画館の暗闇の中で泣いていたという。この頃、詩人の瀧口修造と知り合い、「2つのレント」の次作となるヴァイオリンとピアノのための作品「妖精の距離」（1951年）のタイトルを彼の同名の詩からとった。
同年、瀧口の下に多方面の芸術家が参集して結成された芸術集団「実験工房」の結成メンバーとして、作曲家の湯浅譲二らとともに参加、バレエ「生きる悦び」で音楽（鈴木博義と共作）と指揮を担当したほか、ピアノ曲「遮られない休息I」（1952年）などの作品を発表した。この最初期の作風はメシアンとベルクに強い影響を受けている。「実験工房」内での同人活動として、上述の湯浅譲二や鈴木博義、佐藤慶次郎、福島和夫、ピアニストの園田高弘らと共に、メシアンの研究と電子音楽（広義の意。主にテープ音楽）を手がけた。また武満はテープ音楽（ミュジーク・コンクレート）として、「ヴォーカリズムA.I」（1956年）、「木・空・鳥」（同年）などを製作し、これらを通して音楽を楽音のみならず具体音からなる要素として捉える意識を身につけていった。
「実験工房」に参加した頃より、映画、舞台、ラジオ、テレビなど幅広いジャンルにおいて創作活動を開始。映画『北斎』の音楽（1952年、映画自体が制作中止となる）、日活映画『狂った果実』の音楽（1956年、佐藤勝との共作）、橘バレエ団のためのバレエ音楽『銀河鉄道の旅』（1953年）、劇団文学座のための劇音楽『夏と煙』（1954年）、劇団四季のための『野性の女』（1955年）、森永チョコレートのコマーシャル（1954年）などを手がけた。これらの作品のいくつかには、ミュジーク・コンクレートの手法が生かされているほか、実験的な楽器の組み合わせが試みられている。また作風においても、前衛的な手法から、ポップなもの、後に『うた』としてシリーズ化される「さようなら」（1954年）、「うたうだけ」（1958年）のような分かりやすいものまで幅が広がっている。また、1953年には北海道美幌町に疎開していた音楽評論家の藁科雅美が病状悪化の早坂文雄を介して委嘱した「美幌町町歌」を作曲している。
この間、私生活においては「2つのレント」を発表した際にチケットをプレゼントした若山浅香（劇団四季女優）と1954年に結婚した。病に苦しんでいた武満夫妻に團伊玖磨は鎌倉市の自宅を提供して横須賀市に移住した。
1957年（昭和32年）、早坂文雄（1955年没）に献呈された「弦楽のためのレクイエム」を発表。日本の作曲家はこの作品を黙殺したが、この作品のテープを、1959年に来日していたストラヴィンスキーが偶然NHKで聴き、絶賛し、後の世界的評価の契機となる。
1958年に行われた「20世紀音楽研究所」（吉田秀和所長、柴田南雄、入野義朗、諸井誠らのグループ）の作曲コンクールにおいて8つの弦楽器のための「ソン・カリグラフィI」（1958年）が入賞したことがきっかけとなり、1959年に同研究所に参加。2本のフルートのための「マスク」（1959年）、フルート、テルツギター、リュートのための「リング」（1961年）などを発表する。大阪御堂会館で行われた「リング」の初演で指揮を務めた小澤征爾とは、以後生涯にわたって親しく付き合うことになる。この時期の作品では、ほかに日本フィルハーモニー交響楽団からの委嘱作品「樹の曲」（1961年、「日フィルシリーズ」第6回委嘱作品）、NHK交響楽団からの委嘱作品「テクスチュアズ」（1964年、東京オリンピック芸術展示公演）などがある。この「テクスチュアズ」で日本人作曲家として初めてインターナショナル・ロストラム・オブ・コンポーザーズでグランプリを受賞。武満の名声は一気に跳ね上がった。

### 世界のタケミツ
1960年代には小林正樹監督の『切腹』（1962年、第17回毎日映画コンクール音楽賞受賞）、羽仁進監督の『不良少年』（1961年、第16回毎日映画コンクール音楽賞受賞）、勅使河原宏監督の『砂の女』（1964年、第19回毎日映画コンクール音楽賞受賞）、『他人の顔』（1966年、第21回毎日映画コンクール音楽賞受賞）などの映画音楽を手がけ、いずれも高い評価を得ている。武満自身は、若い頃から映画を深く愛し、年間に数百本の映画を新たに見ることもあった。スペインの映画監督ヴィクトル・エリセの映画『エル・スール』を父親の視点から絶賛しているほか、ロシア（ソ連）の映画監督アンドレイ・タルコフスキーに深く傾倒し、タルコフスキーが1987年に他界すると、その死を悼んで弦楽合奏曲「ノスタルジア」を作曲している。
1962年（昭和37年）にNHK教育テレビ『日本の文様』のために作曲した音楽は、ミュジーク・コンクレートの手法で変調された筑前琵琶と箏の音を使用しており、武満にとっては伝統的な邦楽器を使用した初の作品となった。その後、前述の映画『切腹』では筑前琵琶と薩摩琵琶が西洋の弦楽器とともに使用され、1964年の映画『暗殺』（監督：篠田正浩）、『怪談』（監督：小林正樹）では琵琶と尺八が、1965年の映画『四谷怪談』（監督：豊田四郎）では竜笛、同年のテレビドラマ『源氏物語』（毎日放送）では十七絃箏とともに鉦鼓、鞨鼓など、雅楽の楽器も使用された。1966年のNHK大河ドラマ『源義経』の音楽においては邦楽器はオーケストラと組み合わされている。これらの映画や映像のための音楽での試行実験を踏まえ、純音楽においても邦楽器による作品を手がけるようになった。その最初の作品である「エクリプス」（1966年）は琵琶と尺八という、伝統的な邦楽ではありえない楽器の組み合わせによる二重奏曲である。この「エクリプス」はアメリカで活動中の小澤征爾を通じてニューヨーク・フィル音楽監督レナード・バーンスタインに伝えられ、このことから、同団の125周年記念の作品が委嘱されることとなった。こうしてできあがった曲が、琵琶と尺八とオーケストラによる「ノヴェンバー・ステップス」（1967年）である。この作品を契機として武満作品はアメリカ、カナダを中心に海外で多く取り上げられるようになった。
1970年（昭和45年）には、日本万国博覧会で鉄鋼館の音楽監督を務め、このための作品として「クロッシング」、「四季」（初の打楽器アンサンブルのための作品）、テープ音楽「Years of Ear」を作曲、翌1971年（昭和46年）には札幌オリンピックのためにIOCからの委嘱によってオーケストラ曲「冬」を作曲した。1973年からは「今日の音楽」のプロデュースを手がけ、世界の演奏家を招いて新しい音楽を積極的に紹介した。1975年にエフエム東京の委嘱によって作曲された「カトレーン」は同年に文化庁芸術祭大賞、翌年に第24回尾高賞を受賞するなど、日本で高い評価を得た。また「ノヴェンバー・ステップス」以後は、世界からの注目も高まり、1968年と69年には「キャンベラ・スプリング・フェスティバル」のテーマ作曲家、1975年にはイェール大学客員教授、1976年と77年にトロントで開催された「ニューミュージック・コンサーツ」ではゲスト作曲家として招かれた。

### 1980年代以降から死まで
1980年（昭和55年）に作曲されたヴァイオリンとオーケストラのための「遠い呼び声の彼方へ!」は、前衛的な音響が影を潜め、和声的な響きと「歌」を志向する晩年の作風への転換を印象続ける作品となった。この時期にショット社へ移籍し、作品の演奏の機会は以前よりも急激に増えることになる。以前、自身の作曲が日本で正当に評価されていなかったことを嘆き、「今日の音楽・作曲賞」では武満たった一人が審査を務め、武満自身の手で国際作曲賞を授与することに決めた。この作曲賞から多くの日本の若手や世界各国の若手が巣立った。
1980年代はすでに前衛は流行らなくなっており、武満も今日の音楽では積極的に海外の潮流を紹介したが、武満本人の興味はそれとはもう関わりが薄くなっていた。作品はますます調性的になり、オーケストラとの相性が良いのでひっきりなしにオーケストラ曲の委嘱に応えていた。全編が調性音楽である「系図 ―若い人たちのための音楽詩―」には、かつての不協和音は完全に影を潜めた。この時期になると世界各国からの反応も、良いものばかりではなくなり始めた。ショット社はドイツにあるにもかかわらず、ドイツの新聞で「シェーンベルク以前の音楽」「バスタブの中の河」（リヴァーランのドイツ初演評）などと酷評を受けるようになる。
晩年、それまで手をつけていなかったオペラに取り組もうと意欲を見せるが、作品は完成の日の目を見ることはなかった。タイトルは「マドルガーダ」（邦題は「夜明け前」）となる予定であった。バリー・ギフォードによる台本はすでに完成されており、2005年、野平一郎によって作曲された。1995年、1月23日にサントリーホールで行われた32年ぶりの小澤征爾指揮NHK交響楽団演奏会に出掛けた。その後、膀胱、および首のリンパ腺にがんが発見され、また、間質性肺炎を患っていた武満は数ヶ月に渡る長期の入院生活を送ることになった。小康を得ての一時退院中、完成された最後の作品となる「森のなかで」、「エア」を作曲。死後、冒頭6小節分オーケストラスコアとして書き始められた、フルート、ハープ、オーケストラのための「ミロの彫刻のように」の未完の譜面が仕事場で見つかる（第一曲〈la lune(月)〉第二曲〈le soleil(太陽)〉と二部編成にする予定であった）。1996年2月20日、虎の門病院にて死去した。65歳没。墓所は、東京都文京区小日向にある曹洞宗日輪寺の境内墓地。
葬儀の際には、黛敏郎が『MI・YO・TA』のメロディを何度も繰り返し歌った。この曲は、武満がかつて黛の下で映画音楽のアシスタントをしていたとき書いたものであった。しかし、映画音楽に使われることはなく、メロディは黛の記憶にしまわれていた。その後、谷川俊太郎が詞をつけ、出来上がったのが『MI・YO・TA』である。

### 政治的姿勢
政治にも関心が深く、1960年前後の安保闘争の折には「若い日本の会」や草月会館で開かれた「民主主義を守る音楽家の集い」などに加わり、武満自身もデモ活動に参加していた。1970年代には、スト権ストを支持したことがある。また、湾岸戦争（1991年）の際には、報道番組における音楽の使われ方に対して警鐘を鳴らし、報道番組は、音楽を使うべきではないと論じた。一方で、音楽による政治参画については否定的であったとされ、1970年代には自身も参加した音楽グループ「トランソニック」の季刊誌『トランソニック』で見解を示した。

### 家族・親族
妻は俳優の若山浅香。一人娘の武満真樹は洋画字幕の翻訳家だったが、2005年からクラシック音楽専門チャンネルのクラシカ・ジャパンの副社長を務めている。

## 実用音楽
武満は多くの映画音楽を手がけているが、それらの仕事の中で普段は使い慣れない楽器や音響技術などを実験・試行する場としている。武満自身、無類の映画好きであることもよく知られ、映画に限らず演劇、テレビ番組の音楽も手がけた。
琵琶と尺八の組み合わせで彼は純音楽として代表作『ノヴェンバー・ステップス』をはじめ『エクリプス（蝕）』、『秋』、三面の琵琶のための『旅』などを書いているが、最初に琵琶を用いた作品は映画『切腹』およびテレビ（NHK大河ドラマ）『源義経』であり、尺八は映画『暗殺』でプリペアド・ピアノやテープの変調技術とともに用いた。さらに映画『怪談』（監督：小林正樹）では、琵琶、尺八のほかに胡弓（日本のもの）、三味線、プリペアド・ピアノも、それぞれテープ変調とともに用いている。この『怪談』の音楽は、ヤニス・クセナキスがテープ音楽として絶賛した。これらの作品の録音において、琵琶の鶴田錦史、尺八の横山勝也との共同作業を繰り返した経験が、後の『ノヴェンバー・ステップス』その他に繋がった。
2台のハープを微分音で調律してそのずれを活かすという書法は、純音楽としては『ブライス』などに見られ、またハープ独奏としては『スタンザII』が挙げられるが、このための実験としては、映画『沈黙』『美しさと哀しみと』『はなれ瞽女おりん』（すべて監督：篠田正浩）などが挙げられる。『はなれ瞽女おりん』は後に演奏会用組曲『2つのシネ・パストラル』としてもまとめている。
他にテレビの音楽としてはNHKの歴史ドキュメンタリー番組「未来への遺産」においてオンド・マルトノを用いていることも特筆される。純音楽ではこの楽器は用いなかった。
黒澤明とは、『どですかでん』で初めてその音楽を担当して以来の関係であったが、1985年の映画『乱』では創作姿勢をめぐり対立した。
短編ドキュメンタリー映画『ホゼー・トレス』でのジャズの語法をはじめ、1960-70年代当時の日本の歌謡曲の語法など、武満自らが趣味として多く接した娯楽音楽の分野へのアプローチを試みたのも、これら映画音楽やテレビの音楽である。
その他の娯楽音楽として、晩年、それまでに作曲した合唱曲、映画音楽の主題や挿入歌などをポピュラー音楽として再編し石川セリが歌ったポピュラーソングのCDアルバムを発表した。これについては武満の死後、武満の葬儀の席上で黛敏郎が思い出として披露した、未発表の短い映画音楽用の旋律を基に、もう一枚のリメイク・ヴァージョンのアルバムが出ている。森山良子、小室等、沢知恵らもこれらの歌をレパートリーとしている。

## 影響
晩年監修を務め、武満の死後完成した東京オペラシティのコンサートホールはタケミツ・メモリアルの名が冠せられた。東京オペラシティのオープニングコンサートの中で、作曲家でピアニストの高橋悠治は武満のために「閉じた眼II」を弾いた。また、「武満徹作曲賞」の演奏会も毎度、このホールにて行われている。
武満の劇音楽の仕事は多忙を極めたこともあり、アシスタントを雇っていたことが知られているが、これは同時にまだデビュー間もない新人の発掘・育成にも繋がっていった。アシスタント経験者には池辺晋一郎や八村義夫、川井学、毛利蔵人、菅野由弘がいる。高橋悠治もデビュー初期に武満の仕事を手伝っており、『おとし穴』（監督：勅使河原宏）などでは演奏にも参加している。また、クラシック出身者以外にもマジカル・パワー・マコや鈴木昭男といった独自の楽器音響を追求する後輩たちとも交流を持ち、劇音楽の仕事を通してコラボレーションを行っている。
武満の著書には彼自身の自筆譜が多く掲載されていることで知られていたが、そのほとんどはフルスコアではなく、コンデンススコアである。コンデンススコアでまず作曲し、思いついた奏法や楽器名をその上に記し、アシスタントがフルスコアに直すことで多くのオーケストラ曲は完成されていた。多忙ではなくなった時期からは、自らフルスコアを書いている。
保守的なことで知られるウィーン・フィルによってもその作品は演奏され、その死は、多くの演奏家から惜しまれた。ショット社の公表では、没後武満の作品の演奏回数は1年で1000回を越えた。映画音楽で有名なジョン・ウィリアムズも、武満を高く評価しており、『ジュラシック・パーク』では尺八を取り入れた。

## おもな作品

### 管弦楽曲
- ノヴェンバー・ステップス
- 遠い呼び声の彼方へ!
- 鳥は星型の庭に降りる
- 弦楽のためのレクイエム
- 系図

### 室内楽曲
- エア - フルートのための作品
- 海へ - アルト・フルートとギターのための作品
- ア・ウェイ・ア・ローン - 弦楽四重奏のための作品

### ピアノ曲
- 2つのレント
- 遮られない休息

### 歌曲
- 死んだ男の残したものは
- 明日ハ晴レカナ曇リカナ
- ⚪︎と△の歌

### 邦楽曲
- 秋庭歌 - 雅楽のための作品
- エクリプス - 琵琶と尺八のための作品
- 旅 - 3台の琵琶のための作品

## 出版
楽譜は日本ショット株式会社およびフランスのサラベール（現在はデュランなど他レーベルとともにBMGが版権を所有し発行管理している）により出版されている。かつては一部の楽譜が音楽之友社からも出版されていたが、サラベールに移管された。

### 全集
『武満徹全集』（全5巻）、小学館、2002－05年
音楽作品の録音全集。管弦楽や室内楽などコンサート作品から、映画音楽やラジオ・テレビ作品のサウンドトラックまで、様々なレコード会社や放送用の音源をまとめ、新録音も含めて全集として発売している。ただし、長木誠司は「監修者不在」を批判している。

### 自筆譜
パウル・ザッハー財団から武満徹の全自筆譜・メモ・スケッチほかを一律管理したい、と申し出があるが武満夫人を含む関係者はこの申し出に2016年現在応じていない。

## 著作（文章）
武満自身、音楽作品以外に文章でも多数の著書を発表、また新聞や雑誌でも音楽評論を盛んに執筆した。

### 著作集
『武満徹著作集』（全5巻）新潮社、2000年
編纂委員は友人の谷川俊太郎と船山隆。
さまざまな媒体に発表した文章の大半を、『音、沈黙と測りあえるほどに』などの単著を軸に収録されている。しかし厳密には、武満徹の残した文章のすべてではない。

### 単著（日本語）
- 『武満徹←1930……∞』私家版、1964年
- 『音、沈黙と測りあえるほどに』新潮社、1971年（著作集第1巻） doi:10.11501/12432157
- 『骨月−あるいは a honey moon』私家版、限定200部、1973年12月（『草月 ikebana sogetsu』83号、1972年8月に発表。『遠い呼び声の彼方へ』に所収）、小説
- 『樹の鏡、草原の鏡』新潮社、1975年（著作集第1巻） doi:10.11501/12432202
- 『音楽の余白から』新潮社、1980年（著作集第2巻） doi:10.11501/12432242
- 『夢の引用 映画随想』岩波書店、1984年（著作集第5巻） doi:10.11501/12436872
- 『音楽を呼びさますもの』新潮社、1985年（著作集第2巻） doi:10.11501/12432310
- 『夢と数』リブロポート、1987年（著作集第5巻）、自らの音楽語法について直接述べた著作
- 『遠い呼び声の彼方へ』新潮社、1992年（著作集第3巻）
- 『時間の園丁』新潮社、1996年（著作集第3巻）、1996年に点字資料版が日本点字図書館で刊行

### 単著（再編本、英語版）
- 『サイレント・ガーデン』新潮社、1999年（闘病日記、病床で描いた絵入り料理レシピ）
- 『私たちの耳は聞こえているか』「人生のエッセイ9」日本図書センター、2000年（既刊書に収録された回想エッセイを再編した著作）
- 『武満徹｜Visions in Time』エスクァイアマガジン・ジャパン、2006年
- 『武満徹エッセイ選 言葉の海へ』小沼純一編、ちくま学芸文庫、2008年
- Confronting Silence: Selected Writings. trans. and ed. by Yoshiko Kakudo and Glenn Glasow. Berkeley, Calif: Fallen Leaf Press, 1995.
- 『映像から音を削る 武満徹映画エッセイ集』清流出版、2011年

### 共著
- 『ひとつの音に世界を聴く――武満徹対談集』晶文社、1975年、新装版1996年
- 『武満徹対談集――創造の周辺』芸術現代社（上・下）、1976年→新版（芸術現代選書・全1巻）、1997年
- 『音・ことば・人間』川田順造との往復書簡、岩波書店、1980年→岩波同時代ライブラリー（改訂版）、1992年→（著作集第4巻）
- 『音楽』小澤征爾との対話、新潮社、1981年→新潮文庫、1984年
- 『音楽の庭――武満徹対談集』新潮社、1981年
- 『シネマの快楽』蓮實重彦との対話、リブロポート、1986年→河出文庫、2001年
- 『すべての因襲から逃れるために――武満徹対談集』音楽之友社、1987年
- 『オペラをつくる』大江健三郎との対話、岩波新書、1990年→（著作集第4巻）
- 『歌の翼、言葉の杖――武満徹対談集』TBSブリタニカ、1993年→（著作集第5巻）
- 『シネ・ミュージック講座/映画音楽の100年を聴く』秋山邦晴と、フィルムアート社、1998年
- 『武満徹対談選 仕事の夢・夢の仕事』小沼純一編、ちくま学芸文庫、2008年
- 『武満徹 自らを語る』聞き手安芸光男、青土社、2010年

## 自著以外の関連書籍

### ロング・インタビュー
- マリオ・A［聞き手・写真］／埴谷雄高、猪熊弦一郎、武満徹［述］『カメラの前のモノローグ』集英社新書、2000年
- 木之下晃［聞き手・写真］『木之下晃 武満徹を撮る 武満徹 青春を語る』小学館、2005年（CD付写真集）

### 音楽学
- 『武満徹 響きの海へ』船山隆、音楽之友社、1998年
- 『武満徹 音の河のゆくえ』長木誠司・樋口隆一編、平凡社、2000年
- 『武満徹と三善晃の作曲様式 - 無調性と音群作法をめぐって』楢崎洋子、音楽之友社、1994年
- 『「辺境」の音 ストラヴィンスキーと武満徹』遠山一行、音楽之友社<音楽選書>、1996年
- 『武満徹の音楽』ピーター・バート、小野光子訳、音楽之友社、2006年
- 『武満徹 ある作曲家の肖像』小野光子、音楽之友社、2016年 ISBN 978-4-276-22690-6
- 『武満徹の電子音楽』川崎弘二、アルテスパブリッシング、2018年
- 『武満徹のピアノ音楽』原塁、アルテスパブリッシング、2022年

### 評伝・人物論
- 『カフェ・タケミツ 私の武満音楽』岩田隆太郎、海鳴社 1992年
- 『武満徹 その音楽地図』小沼純一、PHP新書、2005年
- 『武満徹 作曲家・人と作品』楢崎洋子、音楽之友社、2005年
- 『武満徹 没後10年、鳴り響く音楽』河出書房新社〈KAWADE道の手帖〉、2006年
- 『武満徹 現代音楽で世界をリードした作曲家』ちくま評伝シリーズ〈ポルトレ〉筑摩書房、2016年 ISBN 4-480-76633-2
- 『武満徹・音楽創造への旅』立花隆、文藝春秋、2016年 ISBN 978-4-16-390409-2
- 『武満徹逍遥　遠ざかる季節から』小沼純一、青土社、2021年
- 『武満徹、世界の・札幌の』MEI出版局、2022年。講演・対談ほか

### 写真集・回想
- 『作曲家・武満徹との日々を語る』武満浅香（夫人）、小学館、2006年
- 『武満徹の世界』齋藤慎爾・武満真樹（娘）、集英社 1997年

## その他

### 出演
- 日曜美術館「私とルドン　武満徹」（1980年6月22日、NHK）[45]

## 「著作案内」の外部リンク
- 武満徹全集・小学館（音楽作品）
- 武満徹著作集・新潮社

## 主な受賞歴
- 1976年 - 尾高賞
- 1979年 - 第2回日本アカデミー賞最優秀音楽賞
- 1980年 - 日本芸術院賞[46]
- 1981年 - モービル音楽賞
- 1985年 - 朝日賞[47]、フランス芸術文化勲章シュヴァリエ
- 1988年 - 京都音楽賞
- 1989年 - 第13回日本アカデミー賞最優秀音楽賞
- 1990年 - モーリス・ラヴェル賞（フランス）
- 1991年 - 毎日芸術賞、都民文化栄誉章、サントリー音楽賞
- 1994年 - NHK放送文化賞
- 1995年 - 第19回日本アカデミー賞最優秀音楽賞[48]
- 1996年 - 米国コロンビア大学名誉博士号、グレン・グールド賞（カナダ）